# マツダ・風籟
マツダ・風籟（ふうらい・FURAI）は、マツダが製作したコンセプトカー。一連の「Nagare」シリーズ第5弾に当たる。名前は風の音を意味し、風を切り進むレーシングカーをイメージしている。

## 概要

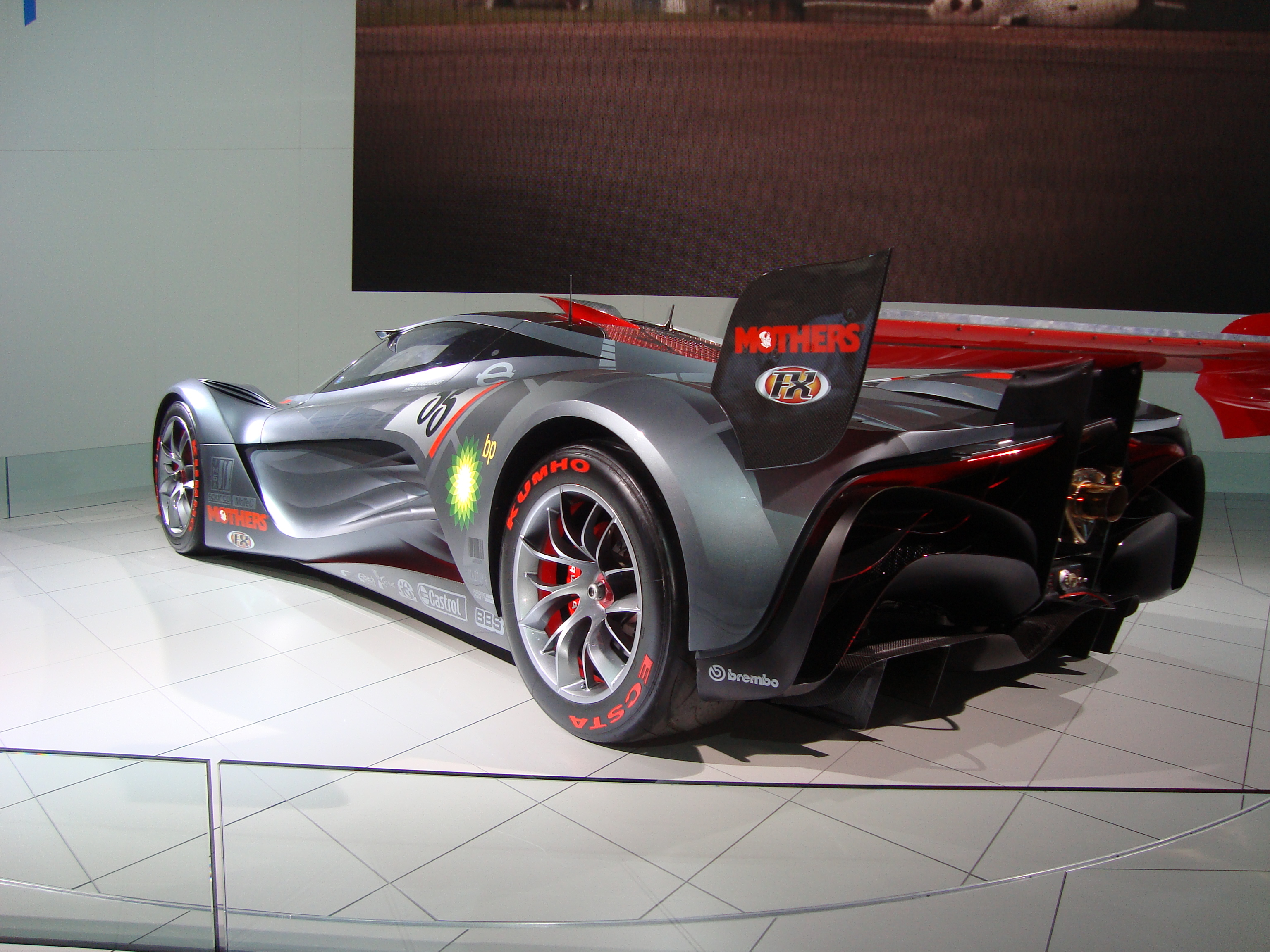
風籟 後ろから

2008年デトロイトモーターショーで発表された。数値流体力学（CFD）が用いられたボディ処理によりプロトタイプレーシングカーさながらの形状をしている。あくまでデザインスタディで量産の予定は無いが、実際に走行が可能である。
アメリカン・ル・マン・シリーズで活躍したクラージュ・C65シャシーをベースに作成され、マツダが所有するアメリカのラグナ・セカを実際に走行した。既存のシャシーをベースにしているため、前作の大気で見られた特徴的な独立したリアタイヤはデザインが踏襲されているものの、より一般的な形状になっている。ボディの数カ所に貼られた「55」の番号は、1991年のル・マン24時間レースを制したマツダ・787Bへのオマージュである。
搭載するエンジンは3ローターロータリーエンジンのR20Bで、450psを発揮する。環境面に配慮し、燃料はエタノールを使用している。
同年夏にTop Gear Magazineへ貸し出した際、テスト走行中に火災を起こし全焼した。しかしその事実が公表されたのは2013年であり、5年間も事故の事実を隠していたことで、マツダ及びTopGearは批判を浴びた。ちなみに燃えた後の車はアメリカに持ち帰られ、その後はマツダの倉庫で保管されている。